# ナジュラーン州
ナジュラーン州（ナジュラーンしゅう）は、サウジアラビアの州。首都はナジュラーン。面積は11万9000平方キロメートル、人口は592,300人（2022年国勢調査）。

## 隣接州
- リヤード州
- 東部州 (サウジアラビア)
- ハドラマウト県
- ジャウフ県
- サアダ県
- アスィール州

## 下位行政区画

ナジュラーン州の県

- نجران (مقر الإمارة) - 中心都市：ナジュラーン
- محافظة شرورة
- محافظة حبونا
- محافظة بدر الجنوب
- محافظة يدمة
- محافظة ثار
- محافظة خباش